# Décembre 1740
Le mois de décembre 1740 est le 12e mois de l'année 1740.

## Événements
- 16 décembre : Début de guerre de Succession d'Autriche

## Naissances
- 2 décembre : Pierre-Charles Lesage (mort le 20 décembre 1810), ingénieur français
- 4 décembre : François Leigonyer (mort le 30 mars 1807), général de brigade de la Révolution française
- 7 décembre : Jacques-François Le Boys des Guays (mort le 18 mars 1832), personnalité politique française
- 10 décembre : Simon Vuillier, homme politique français
- 12 décembre
  - Akera Kankō (mort le 17 janvier 1800), poète japonais
  - François Hubert (mort le 16 octobre 1799), médecin et homme politique français, ancien maire de Laval
- 14 décembre : Sarah Bradlee Fulton (morte en 1835), figure de la révolution américaine
- 17 décembre : Jean de Massia (mort le 13 juillet 1805), général et homme politique français de la Révolution et de l’Empire
- 20 décembre : Arthur Lee (mort le 12 décembre 1792), personnalité politique américaine
- 21 décembre : Éloi Charles Fieffé (mort le 16 mai 1807), notaire et homme politique français
- 22 décembre
  - Claude Le Coz (mort le 3 mai 1815), prélat catholique
  - Peter Christian Abildgaard (mort le 21 janvier 1801), botaniste danois
  - Pierre Charles François Dupont de Bigorre (mort le 9 novembre 1793), personnalité politique française
- 23 décembre
  - Elisabeth Olin (morte le 26 mars 1828), chanteuse d’opéra suédoise
  - Gilles Jean Marie Barazer de Kermorvan (mort le 18 janvier 1817), général français de la Révolution et de l’Empire
- 24 décembre : Anders Lexell (mort le 11 décembre 1784), Astronome finlandais
- 27 décembre : Étienne de Boré (mort le 1er février 1820), homme politique américain
- 28 décembre : Henri-Michel d'Amboise (mort le 25 octobre 1812), personnalité politique française.

## Décès
- 1er décembre : Alphonse de La Buissonnière (né à une date inconnue), officier de l'armée royale française et gouverneur de la Haute-Louisiane
- 10 décembre : Pierre Fromage (né le 12 mai 1678), prêtre jésuite français
- 11 décembre : Sidonia Hedwig Zäunemann (née le 15 janvier 1711), poétesse allemande
- 13 décembre : Benedetto Odescalchi-Erba (né le 7 août 1679), prélat catholique
- 25 décembre : Jean Soanen (né le 6 janvier 1647), prédicateur oratorien et évêque de Senez
- 26 décembre : Maurits Lodewijk II van Nassau-LaLecq (né le 2 décembre 1670), général hollandais.